# Theodor Fontane Chronik
Die Theodor Fontane Chronik ist ein fünfbändiges Nachschlagewerk von Roland Berbig von 2010.

## Inhalt
Die Theodor Fontane Chronik enthält alle bekannten Informationen über die Biographie des Dichters Theodor Fontane und seiner Umgebung. Berücksichtigt wurden alle bekannten Quellen, wie Briefe, Tagebücher und äußere Darstellungen.
Die Angaben sind nach Jahr und Tag geordnet und in verschiedenen Rubriken systematisch notiert.
Der Inhalt ist inzwischen auch digital zugänglich, ebenfalls sortiert nach den einzelnen Jahren und Tagen.

## Bedeutung
Die Theodor Fontane Chronik ist ein wertvolles Nachschlagewerk für das Leben von Theodor Fontane, aber auch zur Berliner Kulturgeschichte seiner Zeit, da zahlreiche detaillierte Informationen zu Personen und Ereignissen aus dem Theaterleben, Zeitungs- und Verlagswesen und weiterem enthalten sind.

## Ausgaben
- Roland Berbig: Theodor Fontane Chronik. Projektmitarbeit Josefine Kitzbichler 1999–2004. 5 Bände. De Gruyter, Berlin/New York 2010. ISBN 978-3-11-018910-0. Auszüge

- Theodor Fontane Chronik Fontane-Archiv, digitale Ausgabe